# Хилл, Реджинальд
Реджинальд Чарльз Хилл (англ. Reginald Charles Hill; 3 апреля 1936 — 12 января 2012) — британский сценарист, писатель, автор детективной, приключенческой и научно-популярной прозы. Автор серии детективной литературы о полицейских детективах Эндрю Дэлзиле и Питере Пэскоу.

## Биография
Реджинальд Хилл родился 3 апреля 1936 года в Хартлпуле, Дарем, в «очень обычной» семье профессионального футболиста Реджинальда «Реджи» Хилла (1907—1961). Его мать была поклонницей детективных романов Золотого века жанра, и Хилл-младший открыл для себя этот жанр, принося ей книги из библиотеки. В три года переехал с родителями и двумя братьями, Дэвидом и Десмондом, в графство Камбрия. Учился в средней школе Карлайла, где преуспел в изучении английского языка. После Национальной службы (1955—1957) и изучения английского языка в колледже Святой Катерины, Оксфорд (1957—1960), он начал преподавать английский язык и проработал учителем в течение многих лет, став старшим преподавателем в Донкастерском колледже образования. В 1980 отошел от преподавания. Первый роман Хилла, «A clubbable woman», был опубликован в 1970 году.
Реджинальд Хилл известен как автор около 20 детективных романов об полицейских графства Йоркшир, Эндрю Дэлзиле и Питере Пэскоу. Хилл так же является автором еще около 30 других романов, в том числе пять детективных с участием Джо Сиксмита, частного детектива из города Лутон. Романы, первоначально изданные под псевдонимами Патрик Руэлл, Дик Морланд и Чарльз Андерхилл, теперь издаются под настоящим именем писателя. Хилл также писал рассказы и новеллы о привидениях, он — автор приключенческих романов, подписанных псевдонимом Чарльз Андерхилл (Charles Underhill), и научно-фантастических произведений, выпущенных под псевдонимом Дик Морланд (Dick Morland).
Романы Реджинальда Хилла используют различные структурные устройства, такие как представление частей истории в нехронологическом порядке или чередование с разделами из романа, предположительно написанного женой Питера Пэскоу, Элли Пэскоу (урожденная Сопер). Действия новеллы «One Small Step», посвященной «вам, дорогие читатели, без которых письмо было бы напрасно, и вам, еще более дорогим покупателям, без которых еда была бы нечастой», происходят в будущем и имеет дело с комиссаром полиции Пэскоу и пребывающим в отставке Дэлзилем, которые расследует первое убийство на Луне. Дуэт не всегда находит настоящего убийцу.
Хилл прокомментировал в 1986:
Я до сих пор с восторгом вспоминаю, как подростком сделал потрясающее открытие: многие великие "серьезные" романисты, и те, чье творчество стало бессмертной классикой, и наши современники, были такими же людьми, как и те авторы детективной прозы, которых я полюбил. Но потребовалось еще десятилетие созревания, чтобы понять, что и любимые мной авторы детективной прозы, на творчестве которых я вырос, такие же люди, как и "серьезные" романисты.
Реджинальд Чарльз Хилл умер 12 января 2012 года в своем доме после года борьбы с опухолью головного мозга. Его пережили оба брата и жена Патриция (1937—2014), в браке с которой он состоял с 1960 года..
Последний роман писателя остался не опубликованным, и поскольку над ним ведется работа в издательство, публикация запланирована на 2013 год.

## Награды
- 1990 — Ассоциация писателей-криминалистов присуждает премию «Золотой кинжал» (роман «Bones and Silence»)[11]
- 1995 — Ассоциация писателей-криминалистов присуждает премию «Алмазный кинжал» за пожизненный вклад[12][5]
- 1997 — Ассоциация писателей-криминалистов присуждает премию «Short Story Dagger» (рассказ «On the Psychiatrist’s Couch», 1997)[13]
- 1999 — избран членом Королевского литературного общества
- 1999 — премия Барри за лучший роман (роман «On Beulah Height»)[14]
- 2001 — премия Macavity за лучший рассказ (рассказ «A Candle for Christmas», 2000)
- 2009 — Роман «A Cure for All Diseases» (2008) вошел в шорт-лист премии Theakston’s Old Peculiar Crime Novel of the Year Award[15][16]
- 2011 — премия Барри за лучший британский роман (роман «The Woodcutter»)[14]

### Дэлзил и Пэскоу
1. Интриганка (англ. A Clubbable Woman) (1970)
2. An Advancement of Learning (1971)
3. Ruling Passion (1973)
4. An April Shroud (1975)
5. A Pinch of Snuff (1978)
6. A Killing Kindness (1980)
7. Deadheads (1983)
8. Exit Lines (1984)
9. Детская игра (англ. Child’s Play) (1987)
10. Underworld (1988)
11. Прах и безмолвие (англ. Bones and Silence) (1990)
12. One Small Step (1990)
13. Recalled to Life (1992)
14. Pictures of Perfection (1994)
15. The Wood Beyond (1995)
16. Asking for the Moon (1996), сборник рассказов:
  - «The Last National Service Man»
  - «Pascoe’s Ghost»
  - «Dalziel’s Ghost»
  - «One Small Step»
17. On Beulah Height (1998)
18. Arms and the Women (1999)
19. Dialogues of the Dead (2002)
20. Death’s Jest-Book (2003)
21. Good Morning, Midnight (2004)
22. The Death of Dalziel (2007), (так же публиковалось как Death Comes for the Fat Man)
23. A Cure for All Diseases (так же публиковалось как The Price of Butcher’s Meat) (2008)
24. Midnight Fugue (2009)

### Джо Сиксмит
- Blood Sympathy (1993)
- Born Guilty (1995)
- Killing the Lawyers (1997)
- Singing the Sadness (1999)
- The Roar of the Butterflies (2008)

### Другое
- Fell of Dark (1971)
- The Castle of the Demon (1971) (как Патрик Руэлл) (так же публиковалось как The Turning of the Tide)
- A Fairly Dangerous Thing (1972)
- Red Christmas (1972) (как Патрик Руэлл)
- Heart Clock (1973) (как Дик Морланд) (так же публиковалось как Matlock’s System as Reginald Hill)
- Death Takes a Low Road (1974) (как Патрик Руэлл) (так же публиковалось как The Low Road)
- A Very Good Hater (1974)
- Albion! Albion! (1974) (как Дик Морланд) (так же публиковалось как Singleton’s Law as Reginald Hill)
- Beyond the Bone (1975) (как Патрик Руэлл) (так же публиковалось как Urn Burial)
- Another Death in Venice (1976)
- Captain Fantom (1978) (как Чарльз Андерхилл)
- The Forging of Fantom (1979) (как Чарльз Андерхилл)
- Pascoe’s Ghost and Other Brief Chronicles of Crime (сборник рассказов) (1979)

1. «Pascoe’s Ghost» (цикл о Дэлзиле и Пэскоу)
2. «The Trunk in the Attic»
3. «The Rio de Janeiro Paper»
4. «Threatened Species»
5. «Snowball»
6. «Exit Line»
7. «Dalziel’s Ghost» (цикл о Дэлзиле и Пэскоу)

- The Spy’s Wife (1980)
- Who Guards a Prince? (1982)
- Traitor’s Blood (1983)
- Guardians of the Prince (1983)
- No Man’s Land (1985)
- The Long Kill (1986) (как Патрик Руэлл)
- There Are No Ghosts in the Soviet Union and Other Stories (сборник рассказов) (1987)

1. «There Are No Ghosts in the Soviet Union»
2. «Bring Back the Cat!» (цикл о Джо Сиксмите)
3. «Poor Emma»
4. «Auteur Theory» (цикл о Дэлзиле и Пэскоу)
5. «The Bull Ring»
6. «Crowded Hour»

- The Collaborators (1987)
- Death of a Dormouse (1987) (как Патрик Руэлл)
- Dream of Darkness (1989) (как Патрик Руэлл)
- Brother’s Keeper (1992) (short stories)
- The Only Game (1993) (как Патрик Руэлл)
- The Stranger House (2005)
- The Woodcutter (2010)